# Аголиав
Аголиав (также Оголиаб, Агалиаб; др.-евр. אהליאב בן אחיסמך‬) — библейско-ветхозаветный персонаж, князь; мастер-творец времён Моисея, избранный Богом для помощи Веселеилу (Бецалелю) в постройке Скинии собрания и её утвари (Исх. 31:6; Исх. 35:30—35).
Сын Ахисамаха из колена Данова.
Для Аголиава еврейские комментаторы Торы приводили аналоги имени из финикийских надписей, в которых подобное имя имело значение божества.